# 宾果税
宾果税（英語：Bingo Duty）是英国对组织和推广游玩英式宾果游戏所获利润征收的税，但在一些例外下情况可以免税。

## 税率
2003年10月27日至2009年4月22日，宾果税的税率为毛利润的15%。2009年4月22日起，税率提高至毛利润的22%，2010年3月29日起又降至毛利润的20%。2014年7月1日起，宾果税的税率降至毛利瑞的10%。
| 纳税年度  | 总收入（英镑） | 来源  |
| --------- | -------------- | ----- |
| 2010–11年 | 99,607,000     | [ 3 ] |
| 2011–12年 | 85,223,000     | [ 3 ] |
| 2012–13年 | 75,369,000     | [ 3 ] |
| 2013–14年 | 75,593,000     | [ 4 ] |
| 2014–15年 | 46,994,000     | [ 4 ] |
| 2015–16年 | 33,891,000     | [ 4 ] |
| 2016–17年 | 34,504,000     | [ 4 ] |
| 2017–18年 | 32,381,000     | [ 4 ] |
| 2018–19年 | 33,426,000     | [ 4 ] |
| 2019–20年 | 30,776,000     | [ 4 ] |

## 免税条件
在英国组织和推广游玩英式宾果游戏需要纳税，但以下的例外情况可以免税：
- 在家玩宾果游戏
- 在需要缴纳游戏机税的机器上玩宾果游戏

- 游玩非盈利性的宾果游戏，组织者不能向玩家收取参与费
- 在某些游乐场或流动游乐集市玩宾果游戏，赌注和奖品的金额需要低于限额

如果是由没有运营许可证的俱乐部、组织或协会组织游玩小规模的宾果游戏，而且需要符合以下任一条件，则可以免税：
- 玩家仅限于俱乐部或组织的成员及其客人
- 每日的奖金或赌注金额不超过500英镑，或每月的最后一个星期日内的4到5周不超过7,500英镑

远程玩宾果游戏（如通过互联网）须缴纳远程游戏税。即使宾果游戏服务是由海外远程提供的，也必缴纳此税。